# William Tucker

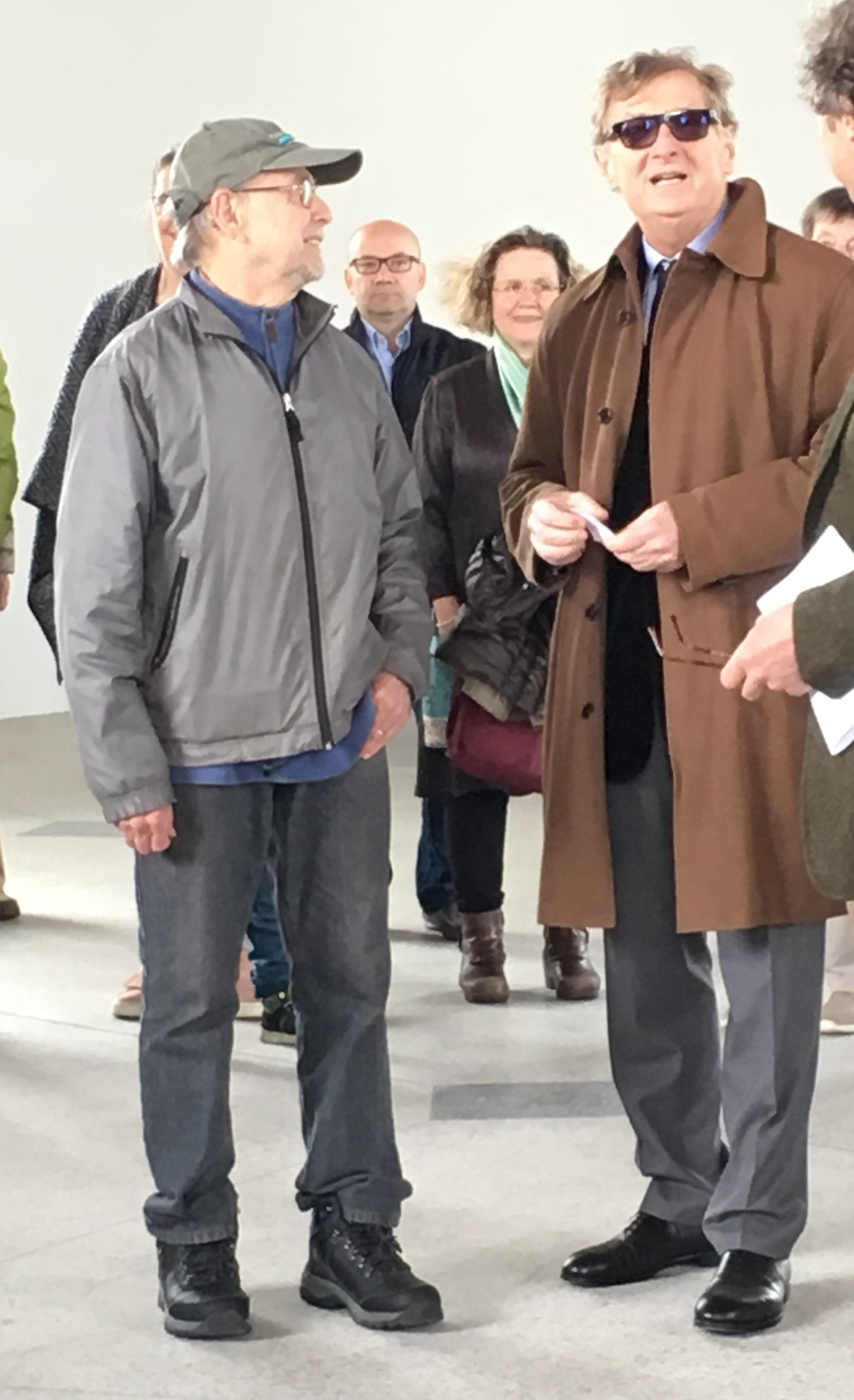
William Tucker (links) mit Rafael Jablonka in der Böhm Chapel

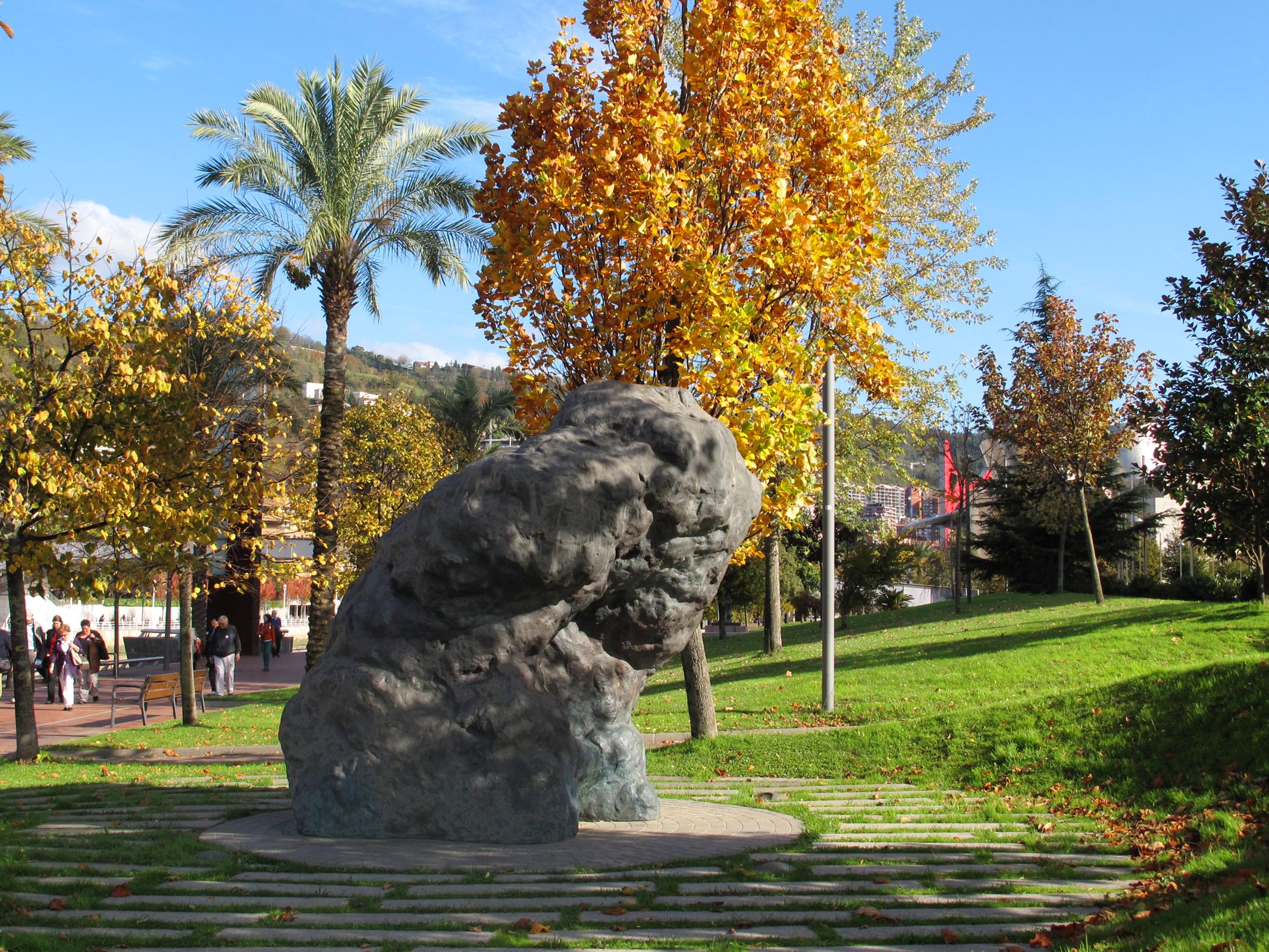
William Tucker: Maia, 2002, in Muelle de Evaristo Churruca in Bilbao

William Tucker (* 28. Februar 1935 in Kairo, Ägypten) ist ein britischer Bildhauer, der seit 1985 die US-amerikanische Staatsbürgerschaft besitzt. Er gilt als ein wichtiger Vertreter der Abstrakten Bildhauerei. Tucker lebt und arbeitet in Williamsburg, MA, USA.

## Leben und Werk
William G. Tucker wurde in Kairo in Ägypten als Sohn englischer Eltern geboren. Im Jahr 1937 kehrte seine Familie zurück nach England, wo Tucker aufwuchs.
Von 1955 bis 1958 studierte er Geschichte an der University of Oxford. Er setzte seine Studien am Central Saint Martins College of Art and Design in London fort, wo Anthony Caro lehrte. Er selbst lehrte in späteren Jahren am Goldsmiths College London und am Central Saint Martins College of Art and Design.
Tucker zählte in den 1970er Jahren zu dem einflussreichen Kreis englischer Bildhauer wie Philip King oder Tim Scott, die als ‘New Generation’ in der gleichnamigen Ausstellung in der Whitechapel Art Gallery London 1965 vorgestellt wurden und entscheidende Impulse für die Entwicklung der abstrakten Skulptur und die Erweiterung des Skulpturenbegriffes setzten. William Tucker war 1966 eingeladen zu der wegweisenden Ausstellung ‘Primary Structures’ im Jewish Museum in New York, dem entscheidenden Moment für die Amerikanische Minimal Art. Im Jahr 1968 war er mit sechs Plastiken aus Fiberglas und Polyester Teilnehmer der 4. documenta in Kassel. In dieser Zeit wurde er auch als Theoretiker, Kritiker und Ausstellungsmacher bekannt. 1972 repräsentierte er Großbritannien auf der Biennale di Venezia. Tucker veröffentlichte 1974 ‘The Language of Sculpture’ und publizierte Reviews und Essays in Studio International, dem englischen Gegenstück zu ARTFORUM. In der Hayward Gallery London organisierte er 1975 ‘The Condition of Sculpture’. Im diese Ausstellung begleitenden Katalog erklärte William Tucker, dass es sein Ziel sei, dem britischen Publikum eine neue Generation von Künstlern vorzustellen und eine internationale Debatte über den Stand der zeitgenössischen Skulptur anzuregen.
Tucker zog im Jahr 1978 nach New York und lehrte an der Columbia University und an der New York Studio School Zeichnung, Malerei und Skulptur. Er erhielt das Guggenheim-Stipendium für Skulptur im Jahr 1981 und das National Endowment for the Arts Fellowship in 1986. Tucker wurde US-amerikanischer Staatsbürger im Jahr 1985.
2010 erhielt Tucker den Lifetime Achievement Award des International Sculpture Centers, Hamilton, NJ, USA. 2011 wurde William Tucker zum Mitglied (NA) der National Academy of Design gewählt.

## Werke und Ausstellungen

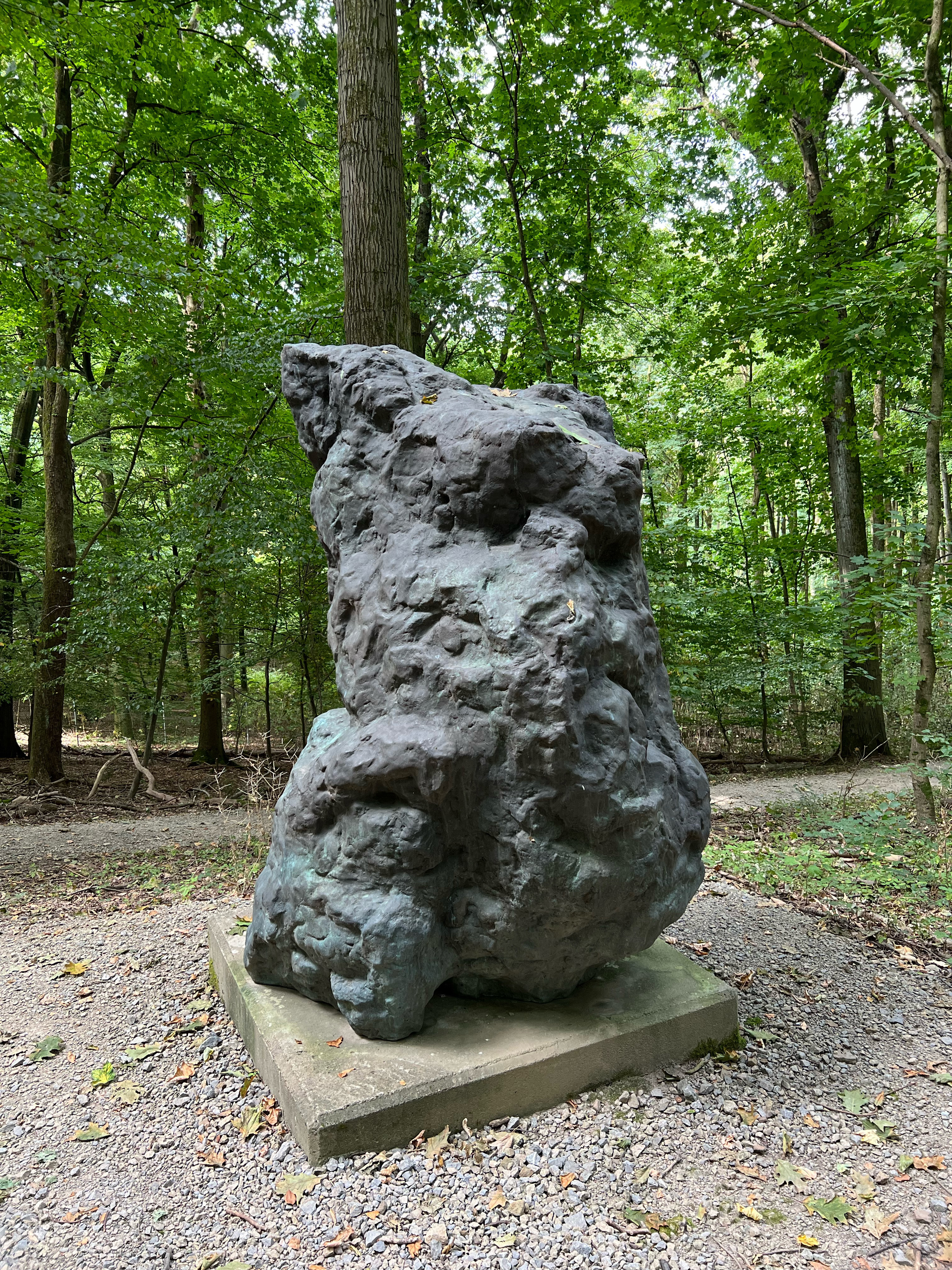
William Tucker, Eve, 2001, Bronze, 234 × 152 × 163 cm, Skulpturenpark Waldfrieden, Wuppertal

- Sculpture in the Open Air, Greater London Council: Battersea Park, London, 1966.
- Guggenheim International Exhibition 1967: Sculpture from Twenty Nations, Solomon R. Guggenheim Museum, New York, 1967.
- William Tucker, British Pavilion XXXVI Venice Biennale, 1972.
- Skulptur im 20. Jahrhundert, Wenkenpark Riehen, Basel, 1980.
- Il Luogo della Forma: Nove Scultoi a Castelvecchio, Museo di Castelvecchio, Verona, 1981.
- Artists Choose Artists II, CDS Gallery, New York, 1983.
- The Seventh Dalhousie Drawing Exhibition: Actual Size, Dalhousie University, Halifax, NovaScotia, Canada, 1984.
- William Tucker, Skulpturenpark Waldfrieden, Wuppertal, 2013[8]
- Tucker: Mass and Figure, Bilbao Fine Arts Museum, 2015[9]
- William Tucker, Kunstmuseum Winterthur, 2016[10]
- Prow, permanente Installation im Skulpturenpark am Haus Weitmar, Situation Kunst (für Max Imdahl), Bochum, 2016[11]
- Portraits and Masks, Buchmann Galerie, Berlin, 2022[12]
- Blickachsen 13, Bad Homburg, 2023[13]